# Saison 2019-2020 de l'Atlético de Madrid
Maillots
Chronologie
Saison précédente Saison suivante
La saison 2019-2020 est la 89e saison de l'Atlético de Madrid depuis sa fondation en 1903 et la 83e saison du club en Liga, la meilleure ligue espagnole de football. L'Atlético évolue en Liga, Coupe du Roi, Supercoupe d'Espagne et en Ligue des Champions.

## Effectif de la saison

### Joueurs
| N°                 | Poste | Nat. | Nom              | Date de Naissance | Sélection       | Provenance de       | Nbr. de Matchs | Buts | Contrat   | Transfert (coût) | Remarques                                |
| ------------------ | ----- | ---- | ---------------- | ----------------- | --------------- | ------------------- | -------------- | ---- | --------- | ---------------- | ---------------------------------------- |
| Gardiens de but    |       |      |                  |                   |                 |                     |                |      |           |                  |                                          |
| 1                  | G     |      | Antonio Adán     | 7 janvier 1992    |                 | Betis Séville       | 7              | 0    | 2018-2020 | 1 M€             |                                          |
| 13                 | G     |      | Jan Oblak        | 13 mai 1987       | Slovénie        | Benfica Lisbonne    | 249            | 0    | 2014-2021 | 16 M€            | Vice-capitaine                           |
| Défenseurs         |       |      |                  |                   |                 |                     |                |      |           |                  |                                          |
| 2                  | D     |      | José Giménez     | 20 janvier 1995   | Uruguay         | Danubio FC          | 207            | 10   | 2013-2023 | 0.9 M€           | 3e Capitaine Second Nationalité: Espagne |
| 4                  | D     |      | Santiago Arias   | 13 janvier 1992   | Colombie        | PSV Eindhoven       | 46             | 1    | 2018-2023 | 11 M€            |                                          |
| 12                 | D     |      | Renan Lodi       | 8 avril 1998      |                 | Atlético Paranaense | 35             | 1    | 2019-2025 | 25 M€            |                                          |
| 15                 | D     |      | Stefan Savić     | 8 janvier 1991    | Monténégro      | ACF Fiorentina      | 156            | 2    | 2015-2020 | 25 M€            |                                          |
| 18                 | D     |      | Felipe           | 16 mai 1989       | Brésil          | FC Porto            | 30             | 2    | 2019-2022 | 20 M€            |                                          |
| 22                 | D     |      | Mario Hermoso    | 18 juin 1995      | Espagne         | Espanyol Barcelone  | 20             | 0    | 2019-2023 | 25 M€            |                                          |
| 23                 | D     |      | Kieran Trippier  | 19 septembre 1990 | Angleterre      | Tottenham Hotspur   | 28             | 0    | 2019-2023 | 20 M€            |                                          |
| 24                 | D     |      | Šime Vrsaljko    | 10 janvier 1992   | Croatie         | Inter Milan         | 60             | 1    | 2016-2022 | 16 M€            |                                          |
| Milieux de terrain |       |      |                  |                   |                 |                     |                |      |           |                  |                                          |
| 5                  | M     |      | Thomas Partey    | 13 juin 1993      | Ghana           | Formé au club       | 202            | 9    | 2015-2023 | Formé au club    |                                          |
| 6                  | M     |      | Koke             | 8 janvier 1992    | Espagne         | Formé au club       | 449            | 43   | 2009-2024 | Formé au club    | Capitaine                                |
| 8                  | M     |      | Saúl Ñíguez      | 21 novembre 1994  | Espagne         | Formé au club       | 204            | 28   | 2013-2026 | Formé au club    | 4e Capitaine                             |
| 11                 | M     |      | Thomas Lemar     | 12 novembre 1995  | France          | AS Monaco           | 31             | 2    | 2018-2023 | 70 M€            |                                          |
| 14                 | M     |      | Marcos Llorente  | 30 janvier 1995   | Espagne espoirs | Real Madrid         | 27             | 5    | 2019-2024 | 30 M€            |                                          |
| 16                 | M     |      | Héctor Herrera   | 19 avril 1990     | Mexique         | FC Porto            | 24             | 1    | 2019-2022 | Gratuit          | Second Nationalité: Portugal             |
| 20                 | M     |      | Vitolo           | 2 novembre 1989   | Espagne         | Séville FC          | 80             | 7    | 2017-2022 | 35.7 M€          |                                          |
| 21                 | M     |      | Yannick Carrasco | 4 septembre 1993  | Belgique        | Dalian Pro          | 8              | 1    | 2020      |                  | Prêt                                     |
| Attaquants         |       |      |                  |                   |                 |                     |                |      |           |                  |                                          |
| 7                  | A     |      | João Félix       | 10 novembre 1999  | Portugal        | Benfica Lisbonne    | 30             | 9    | 2019-2027 | 127.2 M€         |                                          |
| 9                  | A     |      | Álvaro Morata    | 23 octobre 1992   | Espagne         | Chelsea FC          | 53             | 21   | 2019-2020 | Gratuit          | Prêt                                     |
| 10                 | A     |      | Ángel Correa     | 9 mars 1995       | Argentine       | San Lorenzo         | 222            | 37   | 2015-2024 | 7.5 M€           | Second Nationalité: Espagne              |
| 17                 | A     |      | Ivan Šaponjić    | 2 août 1997       | Serbie espoirs  | Benfica Lisbonne    | 2              | 0    | 2019-2022 | 0.9 M€           |                                          |
| 19                 | A     |      | Diego Costa      | 7 octobre 1988    | Espagne         | Chelsea FC          | 67             | 15   | 2017-2021 | 65 M€            | Second Nationalité: Brésil               |

### Joueurs prêtés
Le tableau suivant liste les joueurs de l'Atlético en prêt pour la saison 2019-2020.
| Joueurs prêtés |       |                        |                  |                     |           |                   |                   |
| N°             | Poste | Nat.                   | Nom              | Date de Naissance   | Sélection | Club en prêt      | Années du prêt    |
| 13             | G     | Drapeau de l'Argentine | Axel Werner      | 28/02/1996 (29 ans) | –         | Atlético San Luis | 2019-2021 (2 ans) |
| 9              | A     | Drapeau de l'Argentine | Nicolás Ibáñez   | 23/08/1994 (30 ans) | –         | Atlético San Luis | 2019-2020 (1 ans) |
| 18             | D     | Drapeau de l'Argentine | Nehuén Pérez     | 24/06/2000 (24 ans) | Argentine | FC Famalicão      | 2019-2020 (1 ans) |
| 19             | A     | Drapeau de la Croatie  | Nikola Kalinić   | 05/01/1988 (37 ans) | –         | AS Rome           | 2019-2020 (1 ans) |
| 9              | A     | Drapeau de l'Espagne   | Héctor Hernández | 14/09/1995 (29 ans) | –         | Cultural Leonesa  | 2020-2021 (1 ans) |

## Transferts
| N°                          | Joueur            | Nat. | Poste | Transfert           | Période         | Provenance/Destination | Division             | Contrat   | Réf.   |
| --------------------------- | ----------------- | ---- | ----- | ------------------- | --------------- | ---------------------- | -------------------- | --------- | ------ |
| Arrivées                    |                   |      |       |                     |                 |                        |                      |           |        |
| 24                          | Šime Vrsaljko     |      | DD    | Retour de Prêt      | Mercato d'été   | Inter Milan            | Serie A              |           |        |
| —                           | André Moreira     |      | GB    | Retour de Prêt      | Mercato d'été   | CD Feirense            | Ledman LigaPro       |           |        |
| —                           | Axel Werner       |      | GB    | Retour de Prêt      | Mercato d'été   | Málaga CF              | La Liga 2            |           |        |
| —                           | Gelson Martins    |      | AD    | Retour de Prêt      | Mercato d'été   | AS Monaco              | Ligue 1              |           |        |
| —                           | Bernard Mensah    |      | MOC   | Retour de Prêt      | Mercato d'été   | Kayserispor Kulübü     | Super Lig            |           |        |
| —                           | Luciano Vietto    |      | BU    | Retour de Prêt      | Mercato d'été   | Fulham FC              | Premier League       |           |        |
| —                           | Roberto Olabe     |      | MC    | Retour de Prêt      | Mercato d'été   | Extremadura UD         | La Liga 2            |           |        |
| —                           | Héctor Hernández  |      | BU    | Retour de Prêt      | Mercato d'été   | Rayo Majadahonda       | La Liga 2            |           |        |
| —                           | Nicolás Ibáñez    |      | BU    | Transfert Inconnu   | Mercato d'été   | Atlético San Luis      | Liga MX              |           | [ 1 ]  |
| 14                          | Marcos Llorente   |      | MC    | Transfert (40 M€)   | Mercato d'été   | Real Madrid CF         | La Liga              | 2019-2024 | [ 2 ]  |
| 18                          | Felipe            |      | DC    | Transfert (20 M€)   | Mercato d'été   | FC Porto               | Primeira Liga        | 2019-2022 | [ 3 ]  |
| 16                          | Héctor Herrera    |      | MC    | Transfert (Gratuit) | Mercato d'été   | FC Porto               | Primeira Liga        | 2019-2022 | [ 4 ]  |
| 7                           | João Félix        |      | BU    | Transfert (126 M€)  | Mercato d'été   | SL Benfica             | Primeira Liga        | 2019-2027 | [ 5 ]  |
| 12                          | Renan Lodi        |      | DG    | Transfert (20 M€)   | Mercato d'été   | Athletico Paranaense   | Brasileiro           | 2019-2026 | [ 6 ]  |
| 17                          | Ivan Šaponjić     |      | BU    | Transfert (8 M€)    | Mercato d'été   | SL Benfica             | Primeira Liga        | 2019-2022 | [ 7 ]  |
| 23                          | Kieran Trippier   |      | DD    | Transfert (22 M€)   | Mercato d'été   | Tottenham Hotspur      | Premier League       | 2019-2022 | [ 8 ]  |
| 22                          | Mario Hermoso     |      | DC    | Transfert (25 M€)   | Mercato d'été   | Espanyol Barcelone     | La Liga              | 2019-2024 | [ 9 ]  |
| 21                          | Yannick Carrasco  |      | AG    | Prêt                | Mercato d'hiver | Dalian Pro             | Chinese Super League | 2020      | [ 10 ] |
| —                           | Caio Henrique     |      | MC    | Retour de Prêt      | Mercato d'hiver | Grêmio                 | Brasilerao           | 2020      | [ 11 ] |
| Dépenses totales : 261 M€   |                   |      |       |                     |                 |                        |                      |           |        |
| Départs                     |                   |      |       |                     |                 |                        |                      |           |        |
| 2                           | Diego Godín       |      | DC    | Transfert Libre     | Mercato d'été   | Inter Milan            | Serie A              |           | [ 12 ] |
| 3                           | Filipe Luís       |      | DG    | Transfert Libre     | Mercato d'été   | CR Flamengo            | Brasileiro           |           | [ 13 ] |
| 20                          | Juanfran          |      | DD    | Transfert Libre     | Mercato d'été   | São Paulo FC           | Brasileiro           |           | [ 14 ] |
| 21                          | Lucas Hernandez   |      | DG    | Transfert (80 M€)   | Mercato d'été   | Bayern Munich          | Bundesliga           |           | [ 15 ] |
| —                           | Luciano Vietto    |      | BU    | Transfert (7,5 M€)  | Mercato d'été   | Sporting CP            | Primeira Liga        |           | [ 16 ] |
| —                           | Gelson Martins    |      | AD    | Transfert (30 M€)   | Mercato d'été   | AS Monaco              | Ligue 1              |           | [ 17 ] |
| —                           | Bernard Mensah    |      | MOC   | Transfert Inconnu   | Mercato d'été   | Kayserispor Kulübü     | Super Lig            |           |        |
| 14                          | Rodri             |      | MDC   | Transfert (70 M€)   | Mercato d'été   | Manchester City        | Premier League       |           | [ 18 ] |
| —                           | Roberto Olabe     |      | MC    | Transfert Inconnu   | Mercato d'été   | SD Eibar               | La Liga              |           | [ 19 ] |
| —                           | Joaquín Muñoz     |      | AG    | Transfert Inconnu   | Mercato d'été   | SD Huesca              | La Liga 2            |           |        |
| 7                           | Antoine Griezmann |      | BU    | Transfert (120 M€)  | Mercato d'été   | FC Barcelone           | La Liga              |           | [ 20 ] |
| —                           | André Moreira     |      | GB    | Transfert Libre     | Mercato d'été   | Belenenses SAD         | Primeira Liga        |           |        |
| —                           | Axel Werner       |      | GB    | Prêt                | Mercato d'été   | Atlético San Luis      | Liga MX              |           |        |
| —                           | Nicolás Ibáñez    |      | BU    | Prêt                | Mercato d'été   | Atlético San Luis      | Liga MX              |           | [ 1 ]  |
| —                           | Nehuén Pérez      |      | DC    | Prêt                | Mercato d'été   | FC Famalicão           | Primeira Liga        |           | [ 21 ] |
| —                           | Héctor Hernández  |      | GB    | Prêt                | Mercato d'été   | CF Fuenlabrada         | La Liga 2            |           |        |
| 21                          | Nikola Kalinić    |      | BU    | Prêt                | Mercato d'été   | AS Rome                | Serie A              |           | [ 22 ] |
| —                           | Héctor Hernández  |      | GB    | Prêt                | Mercato d'hiver | Cultural Leonesa       | La Liga 2            |           |        |
| —                           | Rubén Del Campo   |      | BU    | Transfert Inconnu   | Mercato d'hiver | FC Famalicão           | Primeira Liga        |           | [ 23 ] |
| Recettes totales : 307,5 M€ |                   |      |       |                     |                 |                        |                      |           |        |

## Maillots

### Maillots des joueurs sur le terrain
|  | Domicile · (2019-2020) | Domicile (alt.) · (2019-2020) | Extérieur · (2019-2020) | Extérieur (alt.) 1 · (2019-2020) | Extérieur (alt.) 2 · (2019-2020) | Autres · (2019-2020) | Autres (alt.) · (2019-2020) |

### Maillots des gardiens
| Domicile · (2019-2020) |

| Domicile (alt.) · (2019-2020) |

| Extérieur · (2019-2020) |

| Extérieur (alt.) · (2019-2020) |

| Autres · (2019-2020) |

## Préparation d'avant‑saison
| Détails des Matchs Amicaux                                 |       |                         |                                 |               | |                                                           |                                                |                                       |                  |        |         |
| Date                                                       | Heure | Adversaire              | Lieu                            | Score         | Buteurs de l'Atlético                                                                                       | Buteurs de l'Adversaire                                   | Cartons de l'Atlético                          | Cartons de l'Adversaire               | Arbitre du Match | Public | Rapport |
| Samedi 20 juillet 2019                                     | 19h00 | CD Numancia ()          | Campo Municipal de Deportes ()  | 0 - 3         | 69e Vitolo ( Riquelme) · 77e Šaponjić ( Sánchez) · 83e Felipe ( Camello)                                    |                                                           |                                                |                                       |                  |        | 1       |
| Mercredi 24 juillet 2019 (International Champions Cup 2019 | 19h00 | CD Guadalajara ()       | Globe Life Park in Arlington () | 0 - 0 (4 - 5) | Correa · Herrera · Šaponjić · Felipe · Moya · Sanabria                                                      | Ponce · Briseño · González · Huerta · Beltrán · Cervantes | Costa 15e · Llorente 24e · Moya 74e · Adán 94e | Villalpando 15e · Villanueva 55e, 61e | Baldomero Toledo | 12 467 | 2       |
| Samedi 27 juillet 2019 (International Champions Cup 2019   | 02h00 | Real Madrid CF ()       | MetLife Stadium ()              | 3 - 7         | 1re 28e 45e (pen.) 51e Costa ( Félix) ( Saúl) ( Félix) · 8e Félix ( Saúl) · 19e Correa ( Koke) · 70e Vitolo | Nacho 59e · Benzema 85e (pen.) · Hernández 89e            | 65e Costa · 65e Saúl                           | Isco 31e · Carvajal 65e · Nacho 88e   | Ted Unkel        | 57 714 | 3       |
| Jeudi 1er août 2019 (MLS All Game 2019)                    | 02h30 | MLS All-Stars () ()     | Exploria Stadium ()             | 0 - 3         | 43e Llorente · 85e Félix · 90+3e Costa                                                                      |                                                           |                                                |                                       | Drew Fischer     | 25 527 | 4       |
| Samedi 3 août 2019                                         | 19h00 | Atlético de San Luis () | Stade Alfonso-Lastras ()        | 1 - 2         | 71e Camello ( Muñoz (es)) · 84e (csc) Portales                                                              | ( Reyes) Ibáñez 11e                                       | 33e Saúl · 90e Sánchez                         |                                       |                  |        | 5       |
| Samedi 10 août 2019 (International Champions Cup 2019      | 18h00 | Juventus ()             | Friends Arena ()                | 2 - 1         | ( Félix) Lemar 24e · ( Lemar) Félix 33e                                                                     | 29e Khedira                                               | Vitolo 69e · Correa 83e                        |                                       | Andreas Ekberg   | 49 752 | 6       |

## Compétitions
| La Liga            | Copa Del Rey                             | Supercoupe d'Espagne                                    | Ligue des Champions                       |
| ------------------ | ---------------------------------------- | ------------------------------------------------------- | ----------------------------------------- |
| 3e place 70 points | 32e Tour contre Cultural Leonesa (2 - 1) | Finale contre Real Madrid CF (0 - 0) (4 - 1) (t. a. b.) | Quart de Finale contre RB Leipzig (2 - 1) |
| 18V 16N 4D         | 0V 0N 1D                                 | 1V 1N 0D                                                | 5V 1N 3D                                  |
| TOTAL : 24V 18N 8D |                                          |                                                         |                                           |

### La Liga

#### Classement
| Rang | Équipe             | Pts | J  | G  | N  | P  | Bp | Bc | Diff | Qualification ou relégation                                      |
| ---- | ------------------ | --- | -- | -- | -- | -- | -- | -- | ---- | ---------------------------------------------------------------- |
| 1    | Real Madrid S (C)  | 87  | 38 | 26 | 9  | 3  | 70 | 25 | +45  | Qualification pour la phase de groupes de la Ligue des champions |
| 2    | FC Barcelone T     | 82  | 38 | 25 | 7  | 6  | 86 | 38 | +48  | Qualification pour la phase de groupes de la Ligue des champions |
| 3    | Atlético de Madrid | 70  | 38 | 18 | 16 | 4  | 51 | 27 | +24  | Qualification pour la phase de groupes de la Ligue des champions |
| 4    | Séville FC         | 70  | 38 | 19 | 13 | 6  | 54 | 34 | +20  | Qualification pour la phase de groupes de la Ligue des champions |
| 5    | Villarreal CF      | 60  | 38 | 18 | 6  | 14 | 63 | 49 | +14  | Qualification pour la phase de groupes de la Ligue Europa        |

#### Évolution du classement et des résultats
| Journée  | 1  | 2  | 3   | 4  | 5  | 6  | 7  | 8  | 9  | 10 | 11 | 12 | 13 | 14 | 15 | 16 | 17 | 18 | 19 | 20 | 21 | 22 | 23 | 24 | 25 | 26 | 27 | 28 | 29 | 30 | 31 | 32 | 33 | 34 | 35 | 36 | 37 | 38 | Journées en tête |   |
| -------- | -- | -- | --- | -- | -- | -- | -- | -- | -- | -- | -- | -- | -- | -- | -- | -- | -- | -- | -- | -- | -- | -- | -- | -- | -- | -- | -- | -- | -- | -- | -- | -- | -- | -- | -- | -- | -- | -- | ---------------- | - |
| Résultat | V  | V  | V   | P  | N  | V  | N  | N  | N  | V  | N  | N  | V  | N  | P  | N  | V  | V  | V  | P  | N  | P  | V  | N  | V  | N  | N  | N  | V  | V  | V  | V  | N  | V  | N  | V  | V  | N  | 3e               | — |
| Rang     | 7e | 2e | 1er | 2e | 6e | 3e | 3e | 3e | 5e | 5e | 4e | 4e | 3e | 4e | 6e | 7e | 5e | 4e | 3e | 3e | 5e | 6e | 4e | 5e | 3e | 5e | 6e | 6e | 4e | 3e | 3e | 3e | 3e | 3e | 3e | 3e | 3e | 3e | 3                |   |

### Ligue des Champions

#### Phase des Groupes
| Rang | Équipe             | Pts | J | G | N | P | Bp | Bc | Diff |  | Résultats (▼ dom., ► ext.) |     |     |     |     |
| ---- | ------------------ | --- | - | - | - | - | -- | -- | ---- |  | -------------------------- | --- | --- | --- | --- |
| 1    | Juventus FC        | 16  | 6 | 5 | 1 | 0 | 12 | 4  | +8   |  | Juventus FC                |     | 1-0 | 3-0 | 2-1 |
| 2    | Atlético de Madrid | 10  | 6 | 3 | 1 | 2 | 8  | 5  | +3   |  | Atlético de Madrid         | 2-2 |     | 1-0 | 2-0 |
| 3    | Bayer Leverkusen   | 6   | 6 | 2 | 0 | 4 | 5  | 9  | -4   |  | Bayer Leverkusen           | 0-2 | 2-1 |     | 1-2 |
| 4    | Lokomotiv Moscou   | 3   | 6 | 1 | 0 | 5 | 4  | 11 | -7   |  | Lokomotiv Moscou           | 1-2 | 0-2 | 0-2 |     |

## Statistiques
| Compétition          | Premier Match     | Dernier Match   | Début             | Termine          | Matches joués | Gagnés | Nuls | Perdus | Buts pour | Buts contre | Différence |
| -------------------- | ----------------- | --------------- | ----------------- | ---------------- | ------------- | ------ | ---- | ------ | --------- | ----------- | ---------- |
| La Liga              | 18 août 2019      | 19 juillet 2020 | 1re journée       | 38e journée      | 38            | 18     | 16   | 4      | 51        | 27          | +24        |
| Copa Del Rey         | 23 janvier 2020   | 23 janvier 2020 | 32e Finale        | 32e Finale       | 1             | 0      | 0    | 1      | 1         | 2           | -1         |
| Supercoupe d'Espagne | 8 janvier 2020    | 12 janvier 2020 | Demi-Finale       | Finale           | 2             | 1      | 1    | 0      | 3         | 2           | +1         |
| Ligue des Champions  | 17 septembre 2019 | 13 août 2020    | Phase des groupes | Quarts de Finale | 9             | 5      | 1    | 3      | 13        | 9           | +4         |
| Total                | -                 | -               | -                 | -                | 50            | 24     | 18   | 8      | 68        | 40          | +28        |

### Statistiques individuelles

#### Discipline
Inclut uniquement les matches officiels. La liste est classée par numéro de maillot lorsque le total des cartons est égal.
| R     | No.   | Nat   | Position       | Joueurs                   | La Liga | La Liga      | Copa del Rey | Copa del Rey | Supercoupe d'Espagne | Supercoupe d'Espagne | Ligue des champions | Ligue des champions | Total  | Total        |
| R     | No.   | Nat   | Position       | Joueurs                   | Averti  | Carton rouge | Averti       | Carton rouge | Averti               | Carton rouge         | Averti              | Carton rouge        | Averti | Carton rouge |
| 1     | 5     |       | Milieu         | Thomas                    | 13      | 0            | 0            | 0            | 2                    | 0                    | 1                   | 0                   | 16     | 0            |
| 2     | 8     |       | Milieu         | Saúl                      | 11      | 0            | 1            | 0            | 0                    | 0                    | 2                   | 0                   | 14     | 0            |
| 3     | 18    |       | Défenseur      | Felipe                    | 7       | 0            | 0            | 0            | 1                    | 0                    | 2                   | 0                   | 10     | 0            |
| 4     | 9     |       | Attaquant      | Álvaro Morata             | 6       | 1            | 0            | 0            | 0                    | 0                    | 2                   | 0                   | 8      | 1            |
| 4     | 10    |       | Attaquant      | Ángel Correa              | 5       | 0            | 0            | 0            | 1                    | 0                    | 2                   | 0                   | 8      | 0            |
| 4     | 12    |       | Défenseur      | Renan Lodi                | 6       | 1            | 0            | 0            | 0                    | 0                    | 2                   | 0                   | 8      | 1            |
| 4     | 15    |       | Défenseur      | Stefan Savić              | 6       | 0            | 0            | 0            | 2                    | 0                    | 0                   | 0                   | 8      | 0            |
| 8     | 6     |       | Milieu         | Koke                      | 5       | 0            | 0            | 0            | 0                    | 0                    | 1                   | 0                   | 6      | 0            |
| 8     | 7     |       | Attaquant      | João Félix                | 6       | 0            | 0            | 0            | 0                    | 0                    | 0                   | 0                   | 6      | 0            |
| 8     | 14    |       | Milieu         | Marcos Llorente           | 4       | 0            | 1            | 0            | 1                    | 0                    | 0                   | 0                   | 6      | 0            |
| 11    | 19    |       | Attaquant      | Diego Costa               | 4       | 0            | 0            | 0            | 0                    | 0                    | 1                   | 0                   | 5      | 0            |
| 12    | 2     |       | Défenseur      | José María Giménez        | 2       | 0            | 0            | 0            | 1                    | 0                    | 1                   | 0                   | 4      | 0            |
| 12    | 22    |       | Défenseur      | Mario Hermoso             | 3       | 1            | 0            | 0            | 0                    | 0                    | 1                   | 0                   | 4      | 1            |
| 14    | 20    |       | Milieu         | Vitolo                    | 3       | 0            | 0            | 0            | 0                    | 0                    | 0                   | 0                   | 3      | 0            |
| 14    | 24    |       | Défenseur      | Šime Vrsaljko             | 3       | 0            | 0            | 0            | 0                    | 0                    | 0                   | 0                   | 3      | 0            |
| 16    | 23    |       | Défenseur      | Kieran Trippier           | 2       | 0            | 0            | 0            | 0                    | 0                    | 0                   | 0                   | 2      | 0            |
| 17    | 1     |       | Gardien de but | Jan Oblak                 | 0       | 0            | 0            | 0            | 0                    | 0                    | 1                   | 0                   | 1      | 0            |
| 17    | 5     |       | Défenseur      | Santiago Arias            | 1       | 0            | 0            | 0            | 0                    | 0                    | 0                   | 0                   | 1      | 0            |
| 17    | 11    |       | Milieu         | Thomas Lemar              | 1       | 0            | 0            | 0            | 0                    | 0                    | 0                   | 0                   | 1      | 0            |
| 17    | 16    |       | Milieu         | Héctor Herrera            | 0       | 0            | 0            | 0            | 0                    | 0                    | 1                   | 0                   | 1      | 0            |
| 17    | 21    |       | Milieu         | Yannick Ferreira Carrasco | 1       | 0            | 0            | 0            | 0                    | 0                    | 0                   | 0                   | 1      | 0            |
| 17    | 35    |       | Défenseur      | Manu Sánchez              | 1       | 0            | 0            | 0            | 0                    | 0                    | 0                   | 0                   | 1      | 0            |
| TOTAL | TOTAL | TOTAL | TOTAL          | TOTAL                     | 93      | 3            | 2            | 0            | 9                    | 0                    | 16                  | 0                   | 120    | 3            |

#### Buteurs
Inclut uniquement les matches officiels. La liste est classée par numéro de maillot lorsque le total de but est égal.
| R.          | N.          | Pos.        | Joueurs         | La Liga | Copa del Rey | Supercoupe d'Espagne | Ligue des champions | Total |
| ----------- | ----------- | ----------- | --------------- | ------- | ------------ | -------------------- | ------------------- | ----- |
| 1           | 9           | BU          | Álvaro Morata   | 12      | 0            | 1                    | 3                   | 16    |
| 2           | 7           | BU          | João Félix      | 6       | 0            | 0                    | 3                   | 9     |
| 3           | 8           | MC          | Saúl            | 6       | 0            | 0                    | 1                   | 7     |
| 3           | 10          | BU          | Ángel Correa    | 5       | 1            | 1                    | 0                   | 7     |
| 5           | 6           | MC          | Koke            | 4       | 0            | 1                    | 0                   | 5     |
| 5           | 14          | MC          | Marcos Llorente | 3       | 0            | 0                    | 2                   | 5     |
| 5           | 19          | BU          | Diego Costa     | 5       | 0            | 0                    | 0                   | 5     |
| 8           | 5           | MC          | Thomas Partey   | 3       | 0            | 0                    | 1                   | 4     |
| 9           | 20          | MD          | Vitolo          | 3       | 0            | 0                    | 0                   | 3     |
| 10          | 18          | DC          | Felipe          | 1       | 0            | 0                    | 1                   | 2     |
| 11          | 12          | DG          | Renan Lodi      | 1       | 0            | 0                    | 0                   | 1     |
| 11          | 15          | DC          | Stefan Savić    | 0       | 0            | 0                    | 1                   | 1     |
| 11          | 16          | MC          | Héctor Herrera  | 0       | 0            | 0                    | 1                   | 1     |
| Autres Buts | Autres Buts | Autres Buts | Autres Buts     | 1       | 0            | 0                    | 0                   | 1     |
| TOTAL       | TOTAL       | TOTAL       | TOTAL           | 51      | 1            | 3                    | 13                  | 68    |

1 Joueurs de l'équipe de réserve - Atlético Madrid B.

#### Passeurs
Inclut uniquement les matches officiels. La liste est classée par numéro de maillot lorsque le total de passe est égal.
| R.    | N.    | Pos.  | Joueurs            | La Liga | Copa del Rey | Supercoupe d'Espagne | Ligue des champions | Total |
| ----- | ----- | ----- | ------------------ | ------- | ------------ | -------------------- | ------------------- | ----- |
| 1     | 10    | MD    | Ángel Correa       | 6       | 0            | 1                    | 0                   | 7     |
| 2     | 6     | MC    | Koke               | 5       | 0            | 0                    | 1                   | 6     |
| 3     | 19    | BU    | Diego Costa        | 4       | 0            | 0                    | 1                   | 5     |
| 3     | 23    | DD    | Kieran Trippier    | 4       | 0            | 0                    | 1                   | 5     |
| 5     | 9     | BU    | Álvaro Morata      | 2       | 0            | 1                    | 1                   | 4     |
| 5     | 14    | MC    | Marcos Llorente    | 3       | 0            | 0                    | 1                   | 4     |
| 7     | 7     | BU    | João Félix         | 1       | 1            | 0                    | 1                   | 3     |
| 7     | 12    | DG    | Renan Lodi         | 2       | 0            | 0                    | 1                   | 3     |
| 9     | 16    | MC    | Héctor Herrera     | 2       | 0            | 0                    | 0                   | 2     |
| 9     | 20    | MG    | Vitolo             | 2       | 0            | 0                    | 0                   | 2     |
| 9     | 21    | MG    | Yannick Carrasco   | 2       | 0            | 0                    | 0                   | 2     |
| 12    | 2     | DC    | José María Giménez | 0       | 0            | 0                    | 1                   | 1     |
| 12    | 4     | DD    | Santiago Arias     | 1       | 0            | 0                    | 0                   | 1     |
| 12    | 5     | MC    | Thomas Partey      | 0       | 0            | 0                    | 1                   | 1     |
| 12    | 24    | DD    | Šime Vrsaljko      | 1       | 0            | 0                    | 0                   | 1     |
| TOTAL | TOTAL | TOTAL | TOTAL              | 35      | 1            | 2                    | 9                   | 47    |

#### Clean Sheets
| R.     | No.    | Pos.   | Joueurs      | Matchs Joués | Clean Sheets % | La Liga (%) | Cup (%) | Supercoupe (%) | Ligue des Champions (%) | Total |
| ------ | ------ | ------ | ------------ | ------------ | -------------- | ----------- | ------- | -------------- | ----------------------- | ----- |
| 1      | 13     | GB     | Jan Oblak    | 49           | 45%            | 17 (45%)    | 0 (0%)  | 1 (50%)        | 4 (44%)                 | 22    |
| 2      | 1      | GB     | Antonio Adán | 2            | 0%             | 0 (0%)      | 0 (0%)  | 0 (0%)         | 0 (0%)                  | 0     |
| TOTALS | TOTALS | TOTALS | TOTALS       | 50           | 44%            | 17 (45%)    | 0 (0%)  | 1 (50%)        | 4 (44%)                 | 22    |

## Équipe réserve
Le tableau suivant la liste des joueurs de l'Equipe Réservé de l'Atlético Madrid B de la saison 2019-2020.
| Joueurs de l'Équipe Réserve (Atlético Madrid B) |       |      |                       |                   |                    |                     |           |
| N°                                              | Poste | Nat. | Nom                   | Date de Naissance | Sélection          | Club                | Contrat   |
| Gardiens de but                                 |       |      |                       |                   |                    |                     |           |
| 1                                               | G     |      | Diego Conde           | 28 octobre 1998   |                    | Formé au club       | 2017-2021 |
| 13                                              | G     |      | Álex dos Santos       | 15 janvier 1999   |                    | Formé au club       | 2018-2022 |
| Défenseurs                                      |       |      |                       |                   |                    |                     |           |
| 2                                               | D     |      | Carlos Isaac          | 30 avril 1998     |                    | CD Diocesano        | 2017-2020 |
| 3                                               | D     |      | Manu Sánchez          | 24 avril 2000     |                    | Formé au club       | 2019-2023 |
| 4                                               | D     |      | Álvaro García         | 1er juin 2000     |                    | Formé au club       | 2019-2023 |
| 5                                               | D     |      | Joan Rojas            | 14 janvier 2000   |                    | FC Barcelone        | 2020-2022 |
| 12                                              | D     |      | Ricard Sánchez        | 22 février 2000   | Espagne -19 ans    | Formé au club       | 2019-2022 |
| 15                                              | D     |      | (→) Josua Mejías      | 1er août 1997     | Venezuela -23 ans  | CD Leganés          | 2019-2020 |
| 18                                              | D     |      | José Aliaga           | 18 janvier 1999   |                    | Formé au club       | 2018-2020 |
| 20                                              | D     |      | Andrés Solano         | 24 février 1998   | Colombie olympique | Formé au club       | 2016-2022 |
| 21                                              | D     |      | Fernando Medrano      | 26 mars 2000      |                    | Formé au club       | 2019-2023 |
| Milieux de terrain                              |       |      |                       |                   |                    |                     |           |
| 6                                               | M     |      | Josep Calavera        | 2 octobre 1999    |                    | Formé au club       | 2020-2022 |
| 8                                               | M     |      | Toni Moya (capitaine) | 20 mars 1998      |                    | Formé au club       | 2017-2020 |
| 10                                              | M     |      | Óscar Clemente        | 26 mars 1999      |                    | Formé au club       | 2018-2022 |
| 14                                              | M     |      | Juan Manuel Sanabria  | 29 mars 2000      | Uruguay olympique  | Club Nacional       | 2019-2023 |
| 16                                              | M     |      | Adrián Ferreras       | 10 avril 2000     |                    | Real Valladolid     | 2019-2020 |
| 20                                              | M     |      | Tropi                 | 12 mai 1995       |                    | Valence CF          | 2019-2021 |
| –                                               | M     |      | Nando Gutiérrez       | 2 avril 2001      |                    | Dynamo FC Margarita | 2019-2023 |
| Attaquants                                      |       |      |                       |                   |                    |                     |           |
| 7                                               | A     |      | Rodrigo Riquelme      | 2 avril 2000      |                    | Rayo Vallecano      | 2019-2021 |
| 9                                               | A     |      | Darío Poveda          | 13 mars 1997      |                    | Villarreal CF       | 2018-2022 |
| 11                                              | A     |      | Borja Garcés          | 6 août 1999       |                    | Formé au club       | 2018-2022 |
| 17                                              | A     |      | Abdelilah Damar       | 11 février 2000   |                    | Formé au club       | 2020-2023 |
| 24                                              | A     |      | Sergio Camello        | 10 février 2001   | Espagne -20 ans    | Formé au club       | 2019-2024 |
| 27                                              | A     |      | Germán Valera         | 16 mars 2002      | Espagne -18 ans    | Villarreal CF       | 2019-2021 |
| 27                                              | A     |      | Cedric Teguía         | 1er octobre 2001  | Espagne -20 ans    | Formé au club       | 2019-2020 |

### Joueurs de l'Equipe Réserve en prêt
Le tableau suivant liste des joueurs de l'Equipe Réservé de l'Atlético Madrid B en prêt pour la saison 2019-2020.
| Joueurs prêtés de l'Equipe Réservé (Atlético Madrid B) |       |      |                       |                   |                 |                      |                |
| N°                                                     | Poste | Nat. | Nom                   | Date de Naissance | Sélection       | Club en prêt         | Années du prêt |
| 1                                                      | G     |      | Miguel San Román      | 14 juillet 1997   |                 | Elche CF             | 2019-2020      |
| 15                                                     | D     |      | Javi Montero          | 14 janvier 1999   | Espagne -21 ans | Deportivo La Corogne | 2019-2020      |
| 19                                                     | A     |      | Alberto Ródenas       | 26 septembre 1998 |                 | CF Rayo Majadahonda  | 2019-2020      |
| 9                                                      | A     |      | Nicolás Schiappacasse | 12 janvier 1999   | Uruguay -20 ans | FC Famalicão         | 2019-2020      |
| 11                                                     | A     |      | Víctor Mollejo        | 21 janvier 2001   | Espagne -19 ans | Deportivo La Corogne | 2019-2020      |
| 9                                                      | A     |      | Sergio Castel         | 22 février 1995   |                 | Jamshedpur FC        | 2019-2020      |
| –                                                      | G     |      | Christian Gómez       | 18 mai 2000       |                 | UD Alzira            | 2020           |
| 20                                                     | M     |      | Mikel Carro           | 25 janvier 1999   |                 | CD Castellón         | 2020           |
| 21                                                     | M     |      | Alberto Salido        | 19 janvier 2000   |                 | Arenas Club          | 2020           |
| 34                                                     | M     |      | Óscar Castro          | 20 juin 2001      |                 | CD Calahorra         | 2020           |